# Schweicheln-Bermbeck
Schweicheln-Bermbeck ist nach Fläche und Bevölkerung der größte Gemeindeteil von Hiddenhausen im Kreis Herford.
Der Ort liegt im Osten der Gemeinde und hat 4799 Einwohner (Stand: 2021). In Schweicheln und Lippinghausen liegt der höchste Berg in Hiddenhausen: der Schweichler Berg.
Die Museumsschule Hiddenhausen in Schweicheln an der Blumenstraße ist eine museal betriebene Einrichtung eines ehrenamtlich arbeitenden Vereins, der das denkmalgeschützte Gebäude von 1847 restauriert hat und in ihm u. a. Unterricht wie vor 170 Jahren veranstaltet.

## Geschichte
Vom Mittelalter bis zur Franzosenzeit gehörten die Bauerschaften Schweicheln und Bermbeck zur Vogtei Enger im Amt Sparrenberg der Grafschaft Ravensberg. Im Königreich Westphalen wurden Schweicheln und Bermbeck 1807 dem Kanton Bünde zugeordnet. Nach der Annexion großer Teile Norddeutschlands durch Napoleon Bonaparte im Jahre 1811 gehörten beide Orte bis 1813 zum Kanton Enger im Distrikt Minden des französischen Departements der Oberen Ems. 1816 kamen Schweicheln und Bermbeck zum Kreis Bünde und 1832 zum Kreis Herford, wo sie zwei Gemeinden im Amt Herford-Hiddenhausen bildeten. Am 1. April 1950 wurden die beiden Gemeinden zur Gemeinde Schweicheln-Bermbeck zusammengefasst. Die Eigenständigkeit währte nur 18 Jahre. Durch die Gebietsreform, die am 1. Januar 1969 in Kraft trat, wurde Schweicheln-Bermbeck ein Teil der Großgemeinde Hiddenhausen.

## Verkehr

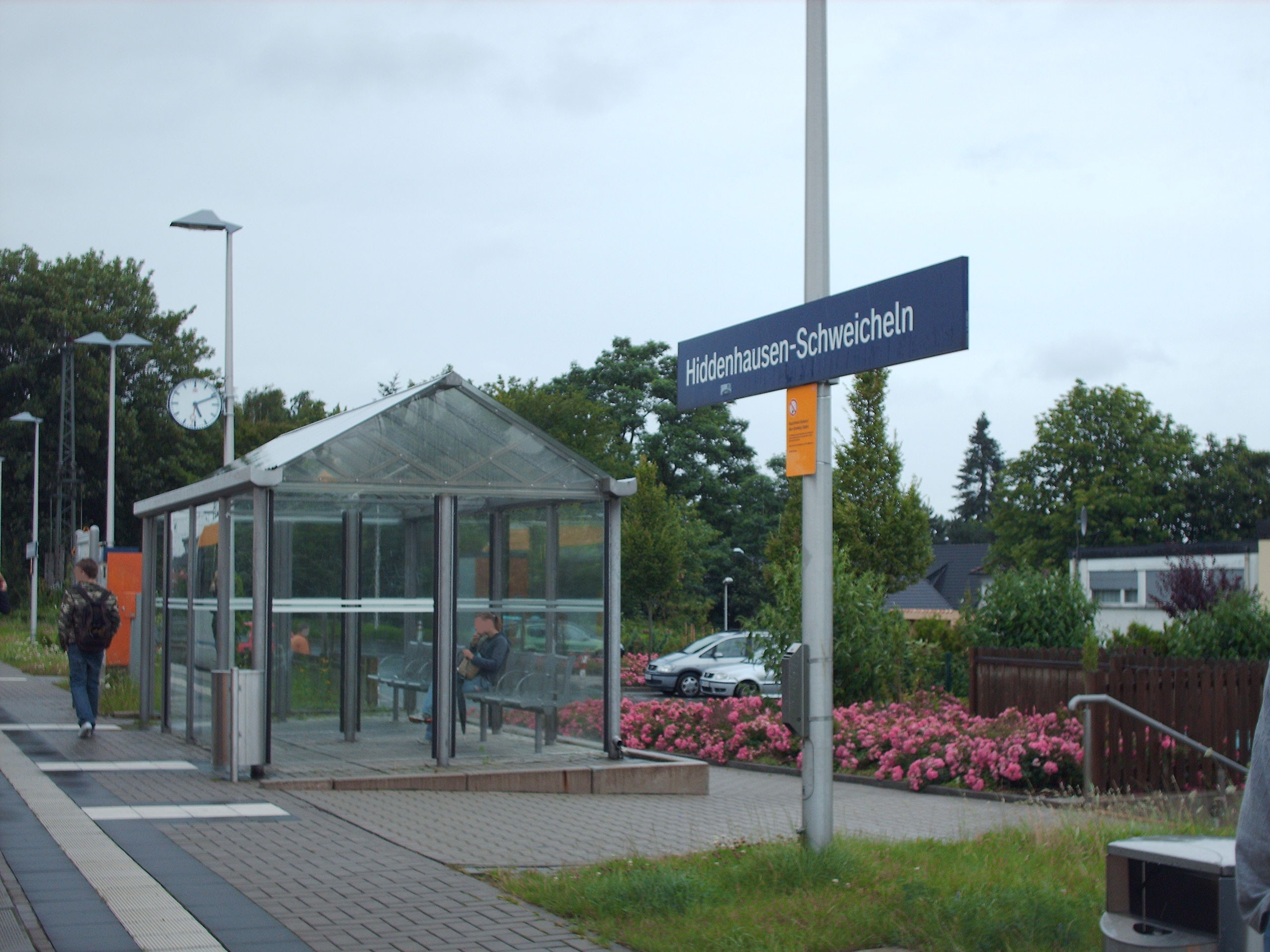
Bahnhaltepunkt Hiddenhausen-Schweicheln

Seit 2006 ist Hiddenhausen über den Haltepunkt „Hiddenhausen-Schweicheln“ (Bahnstrecke Bünde–Bassum) wieder an das Netz der Deutschen Bahn angeschlossen.
| Linie | Verlauf | Takt   | Betreiber |
| ----- | --- | ------ | --------- |
| RB 61 | Wiehengebirgs-Bahn: Hengelo – Oldenzaal – Bad Bentheim – Schüttorf – Salzbergen – Rheine – Hörstel – Ibbenbüren-Esch – Ibbenbüren – Ibbenbüren-Laggenbeck – Osnabrück Altstadt – Osnabrück Hbf – Wissingen – Westerhausen – Melle – Bruchmühlen – Bünde (Westf) – Kirchlengern – Hiddenhausen-Schweicheln – Herford – Brake (b Bielefeld) – Bielefeld Hbf Stand: Fahrplanwechsel Dezember 2021 | 60 min | Eurobahn  |
| RB 71 | Ravensberger Bahn: Rahden – Espelkamp – Lübbecke (Westf) – Bad Holzhausen – Mesch Neue Mühle – Bieren-Rödinghausen – Bünde (Westf) – Kirchlengern – Hiddenhausen-Schweicheln – Herford – Brake (b Bielefeld) – Bielefeld Hbf Stand: Fahrplanwechsel Dezember 2021 | 60 min | Eurobahn  |

## Sport
Die 1919 gegründete SG Schweicheln 1919 verfügt über eine Fußballmannschaft (die 2018 in der Kreisliga B spielte) sowie eine Karate- und eine Turnabteilung. Im Ort ist auch der Schützenverein Schweicheln - Bermbeck e. V. ansässig.

## Galerie

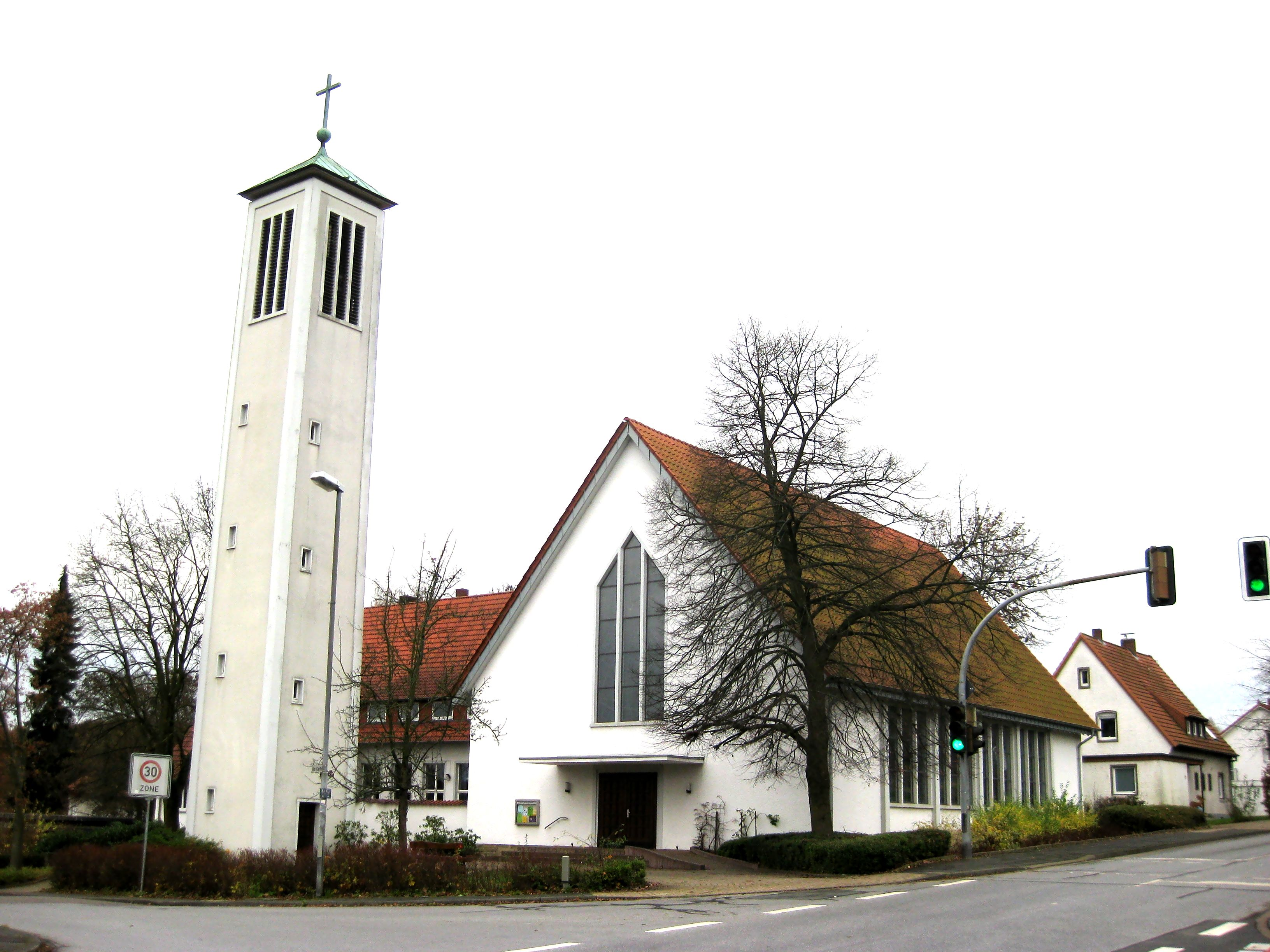
Evangelische Kirche
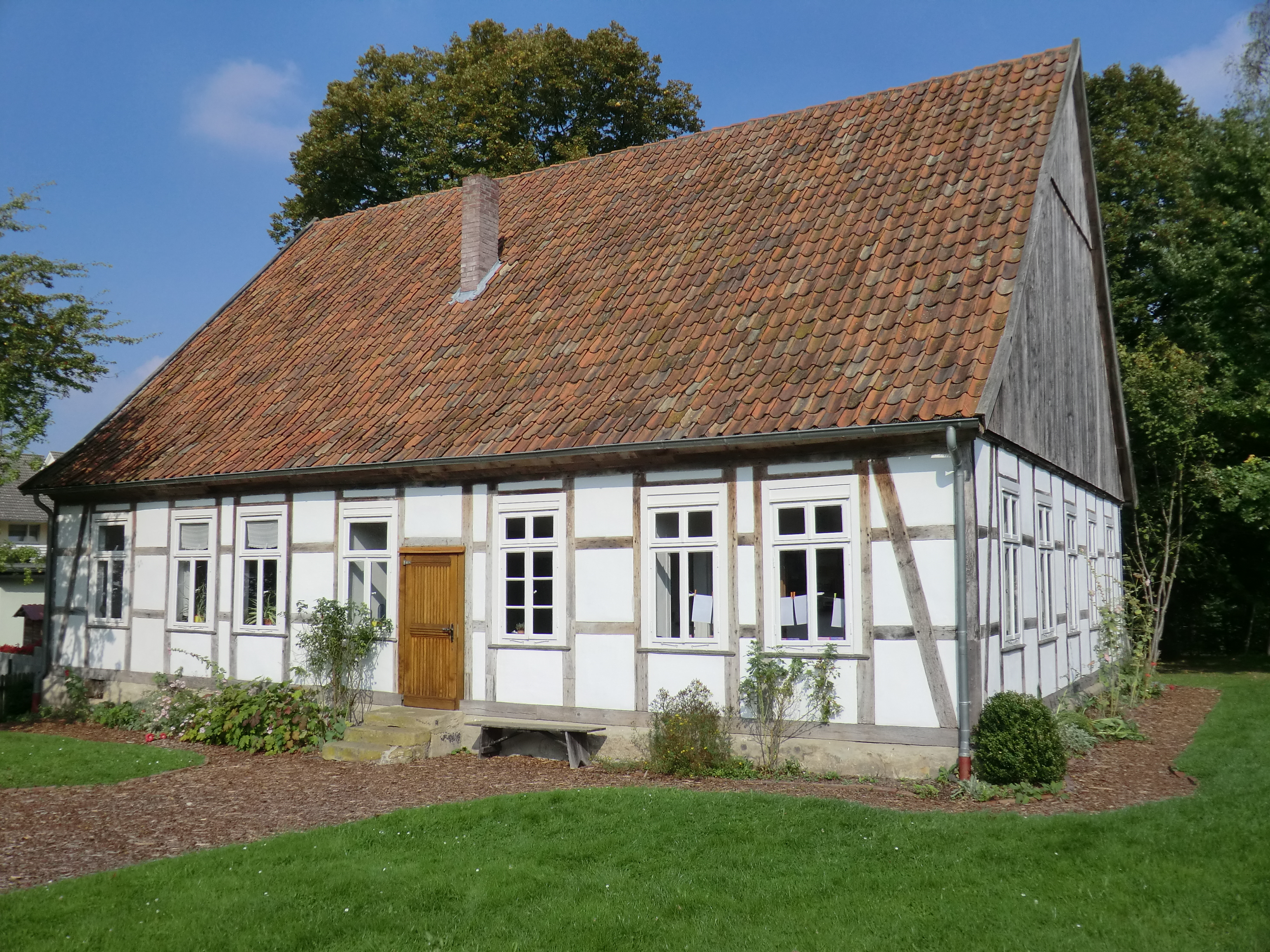
Museumsschule, altes Schulgebäude von 1847